# Ferrari Roma
Pour les articles homonymes, voir Ferrari et Roma.
La Ferrari Roma (Rome, en italien) est une voiture de sport GT 2+2 du constructeur automobile italien Ferrari, commercialisée depuis 2020 à 2025.

## Histoire
La Ferrari Roma est dévoilée le 13 novembre 2019 au stade des Marbres de Rome en Italie. Cette voiture de sport co⁣upé 2+2 est concurrente entre autres des Jaguar F-Type, Porsche 911 (992), Maserati MC20, Maserati GranTurismo II, Aston Martin DB10, Aston Martin DB11, Aston Martin DB12, McLaren GT ou encore Bentley Continental GT II.

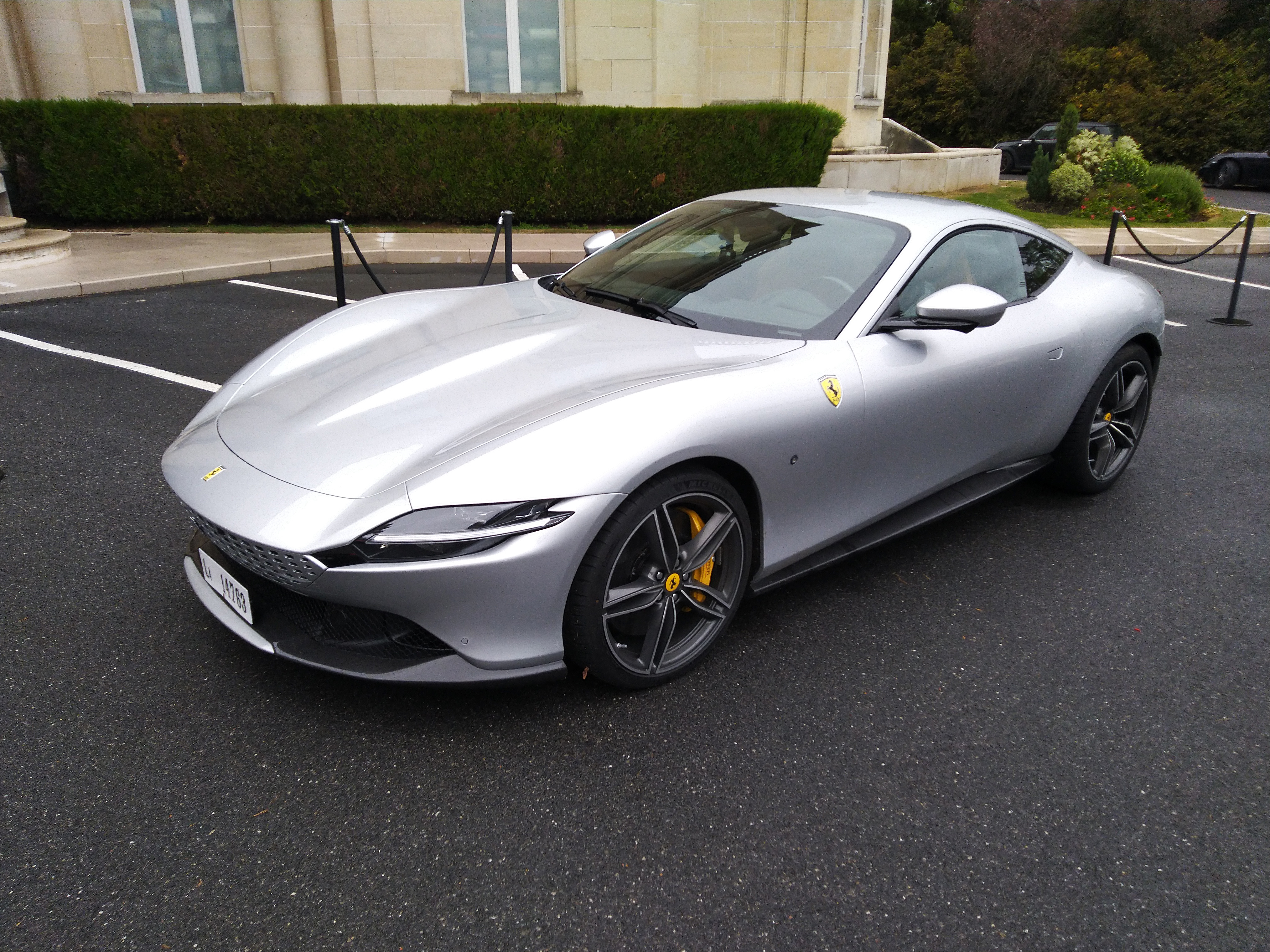
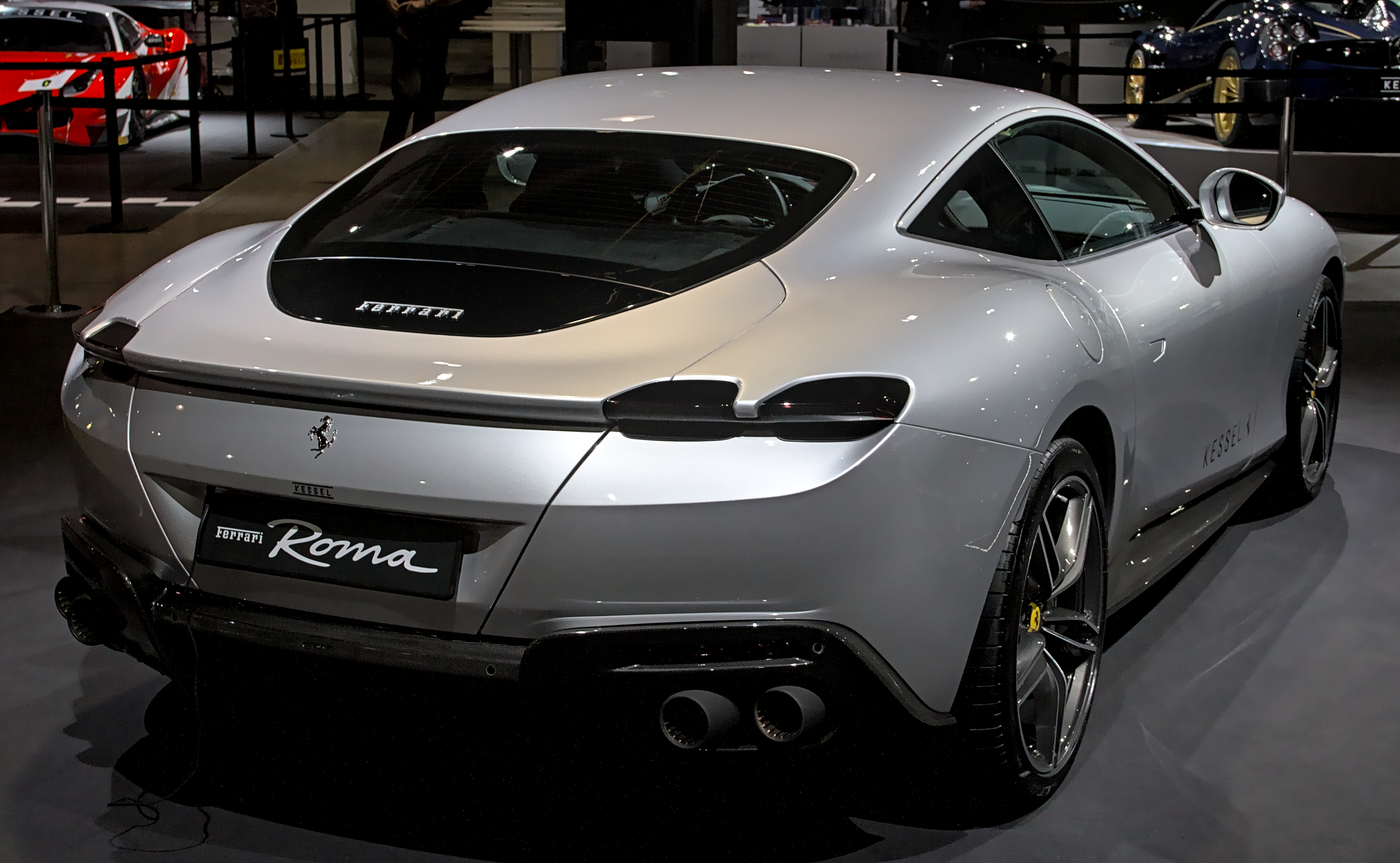

Elle est basée sur un châssis-moteur de Ferrari Portofino de 2017, avec une carrosserie et un intérieur totalement différents. La ligne design stylistique du chef-designer Ferrari Flavio Manzoni est inspirée de la « dolce vita de Rome » et de celle des Ferrari Monza SP1 de 2019, plus épurée et moins radicale que les dernières nouveautés SF90 Stradale ou F8 Tributo du constructeur au cheval cabré.
La Ferrari Roma est exposée dans la capitale italienne lors des festivités du 150e anniversaire de la déclaration de Rome comme capitale de l'Italie unie.

### Roma Spider
La version spider cabriolet de la Roma est présentée au palais El Badi de Marrakech au Maroc le 16 mars 2023. 

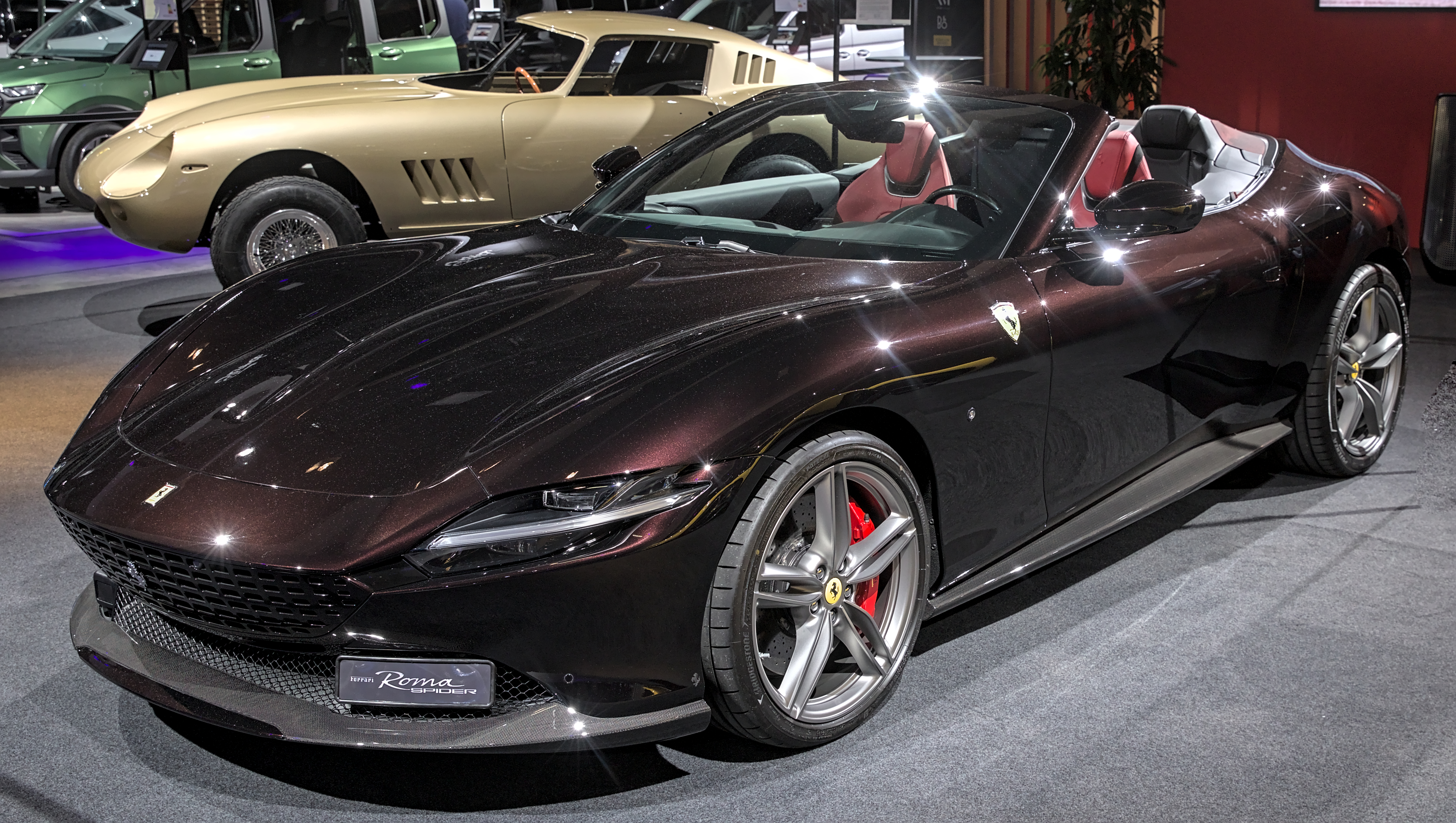
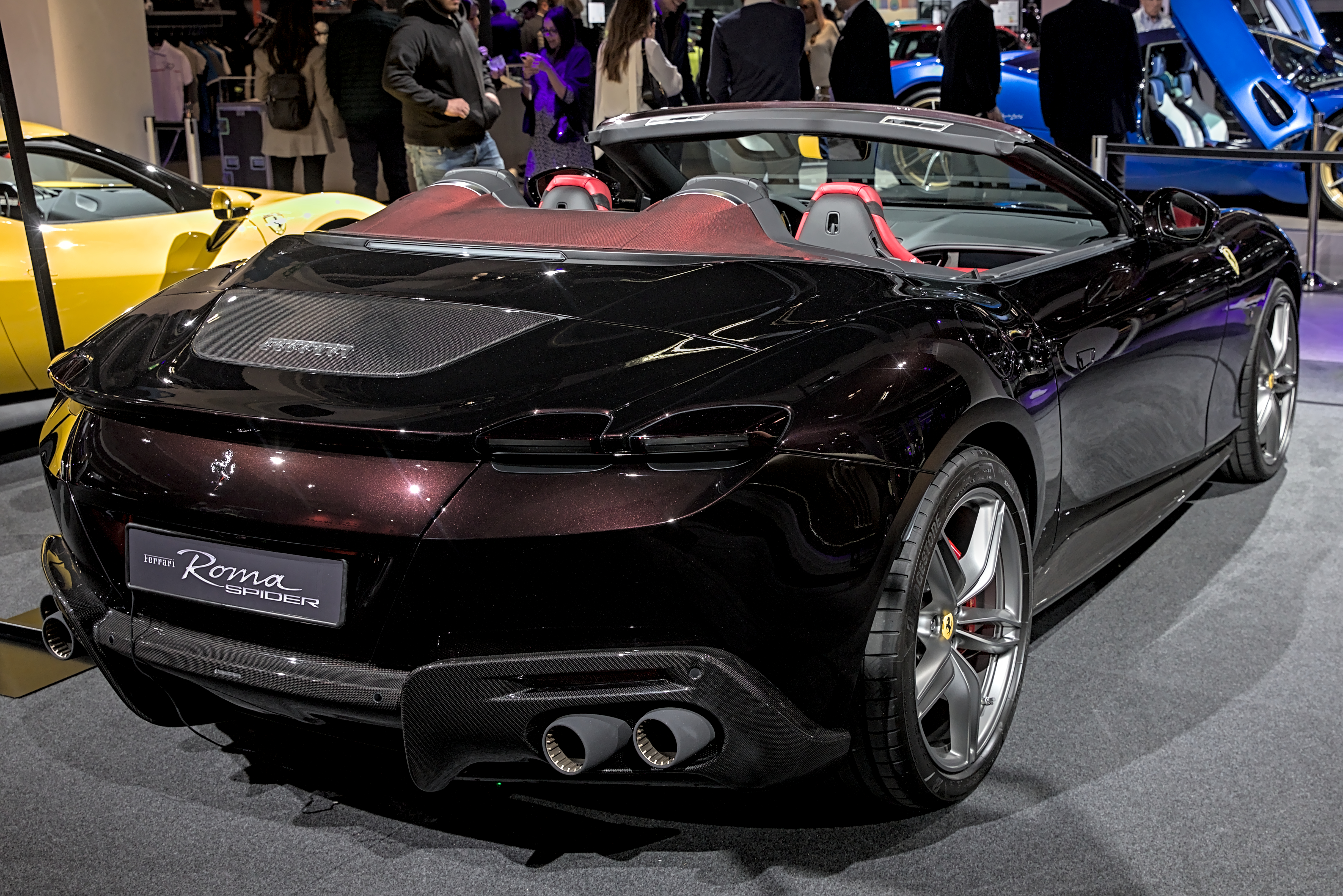

Elle dispose d'une capote amovible, une première depuis la Ferrari 365 Daytona GTS/4 spider cabriolet de 1968, dont le style néo-rétro est inspiré. Elle remplace la Ferrari Portofino M dans la gamme du constructeur.

## Caractéristiques techniques

### Design

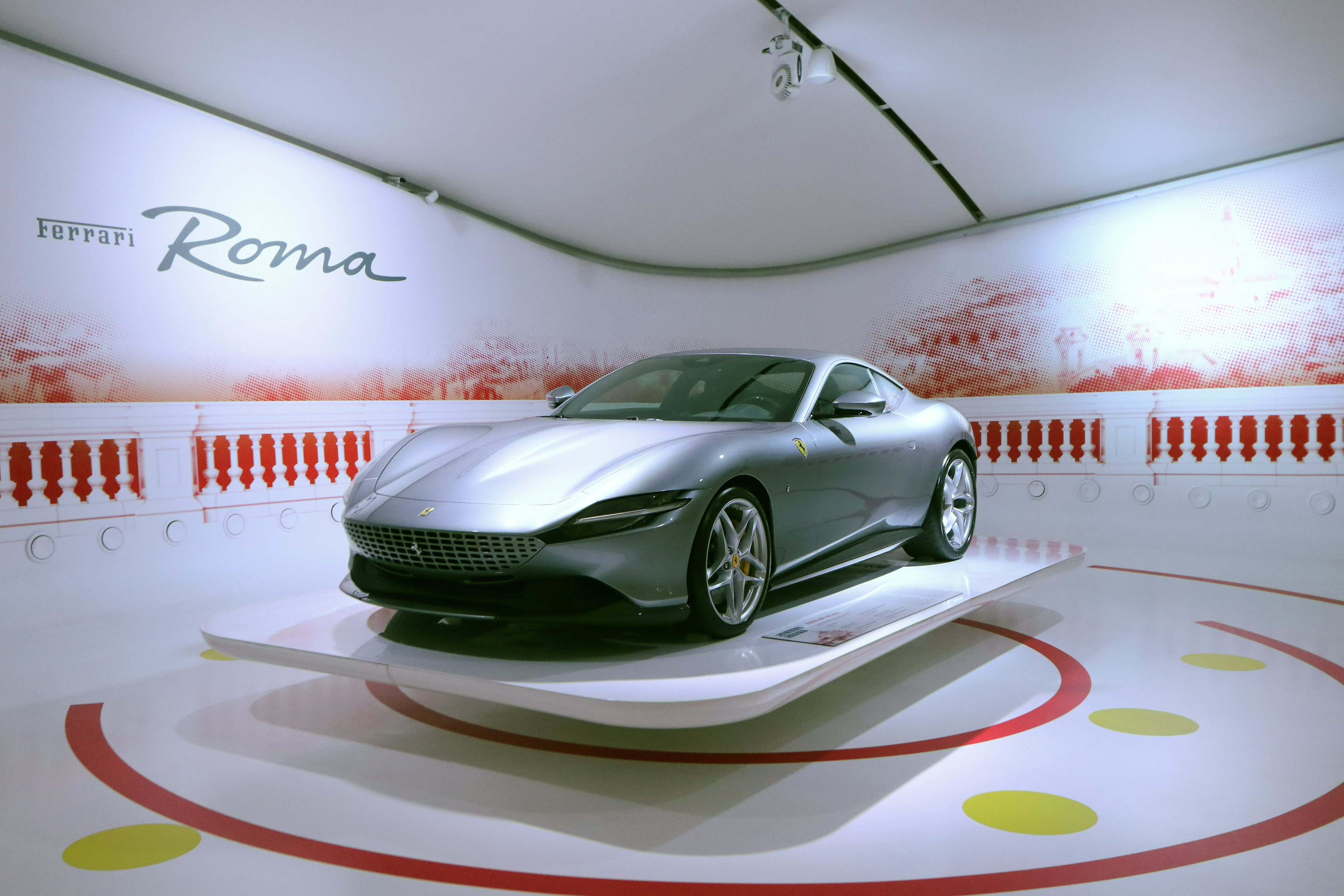
Au musée Enzo-Ferrari de Modène.

La GT est dotée d'une calandre perforée qui s'étend sur toute la largeur de la face avant reliant les projecteurs. Elle est inclinée vers l'intérieur du spoiler avant, rappelant les dernières Ferrari Monza SP1 et SP2 présentées en 2018.
La Roma est équipée d'un aileron mobile intégré à la carrosserie à la base de la lunette arrière. Celui-ci fonctionne selon trois modes de fonctionnement :
- Low Drag (LD) : permet d'aligner l'aileron mobile dans le prolongement du pavillon. De l'arrêt jusqu'à la vitesse de 100 km/h.
- Medium Downforce (MD) : génère 30 % de déportance maximale et une augmentation de la traînée de moins de 1 %. Fonctionne obligatoirement au-delà de 300 km/h.
- High Downforce : incline l'aileron de 135 degrés par rapport à la lunette arrière et procure un appui aérodynamique de 95 kg à la vitesse de 250 km/h en augmentant la traînée de seulement 4 %.

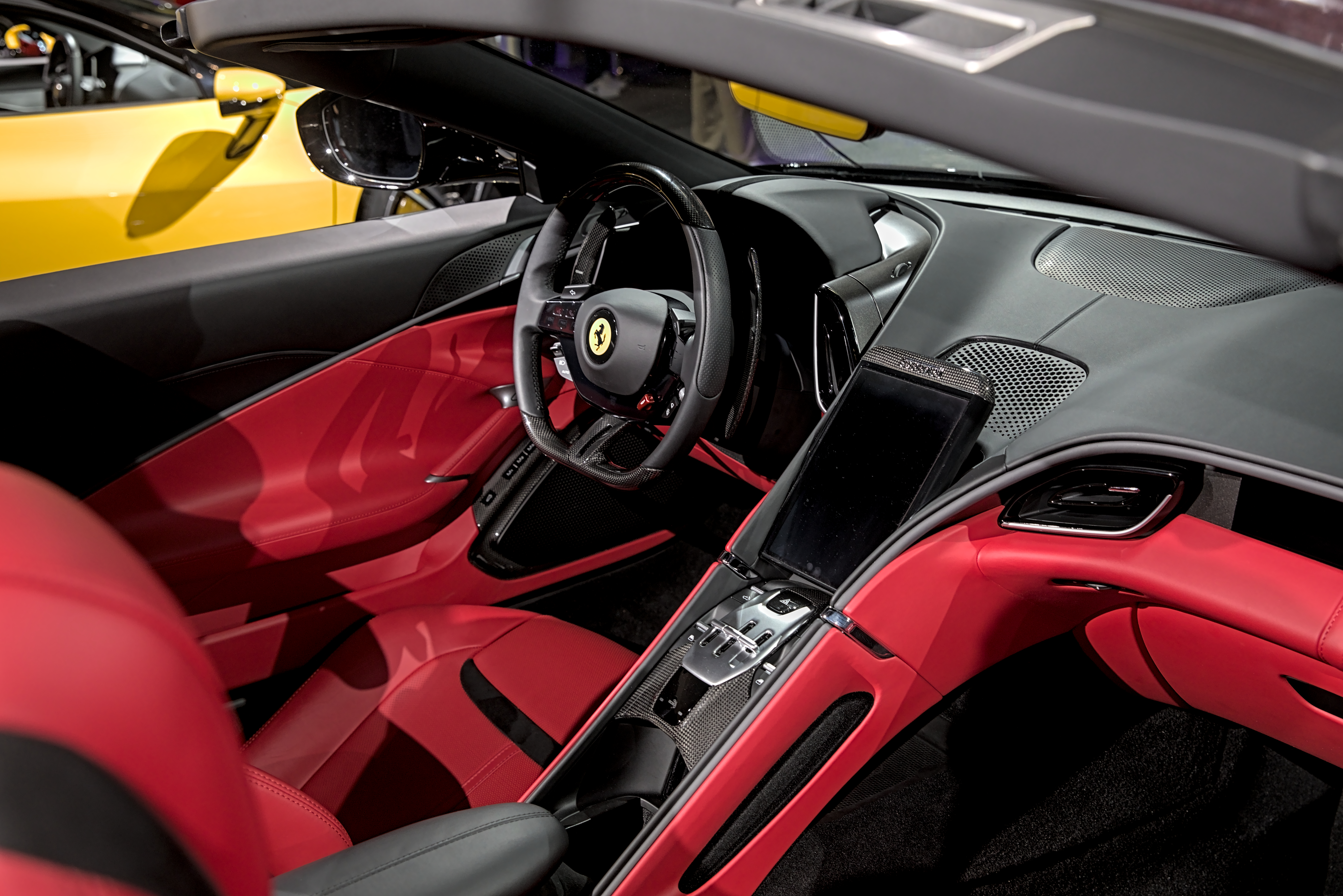

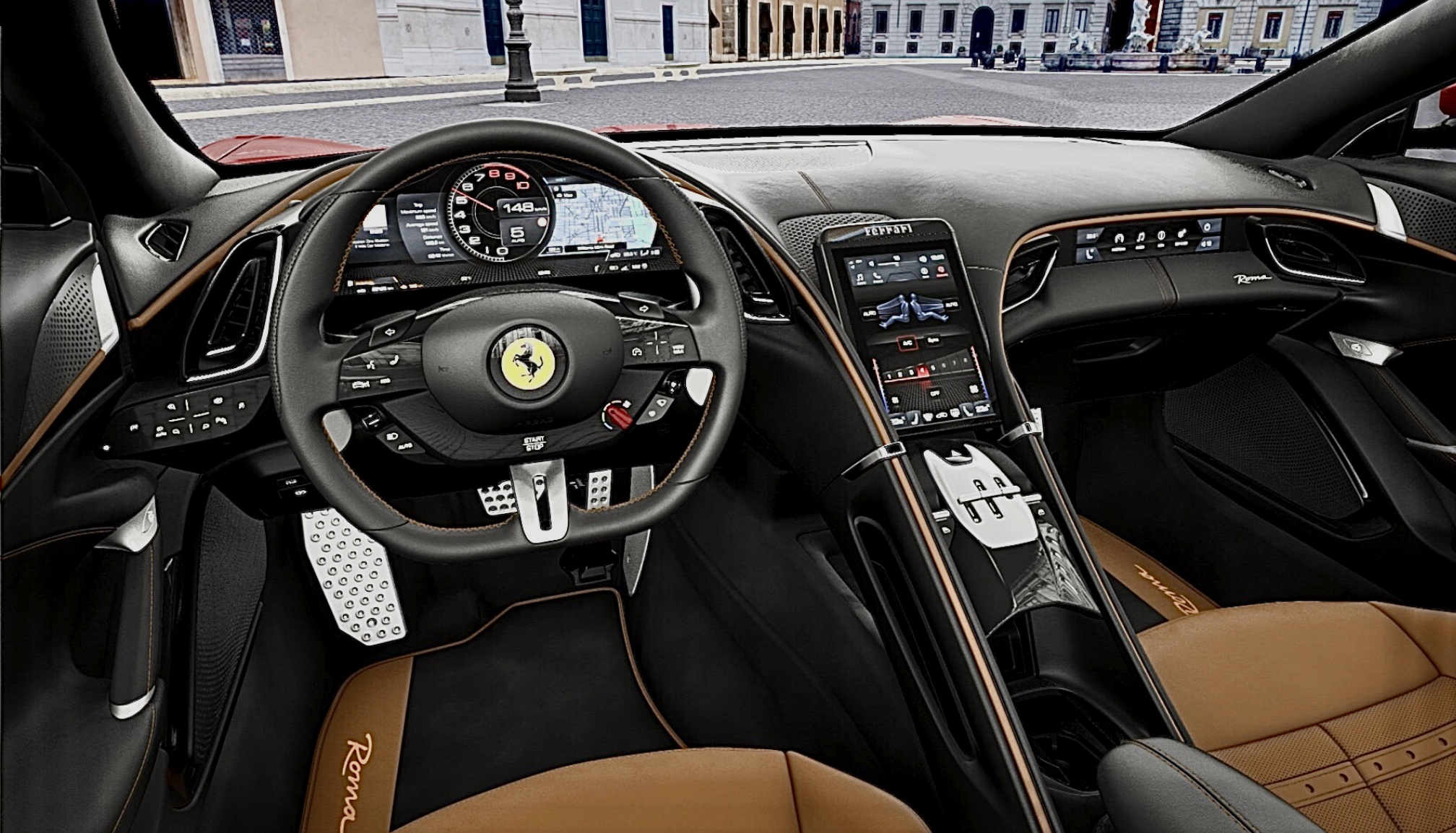
Planche de bord de la Roma

### Technologie
À l'intérieur, la Roma dispose d'une instrumentation digitale composée d'un écran de 41 cm, et la planche de bord reçoit un écran tactile de 21 cm pour la navigation et l'info-divertissement ainsi qu'un petit écran devant le passager.
La Roma est vendue par Ferrari avec un programme d'entretien étendu comprenant l'entretien, les pièces et la main-d'œuvre pendant 7 ans.

### Motorisation
Le coupé 2+2 est propulsé par un moteur V8 F154 Ferrari-Maserati bi-turbo de 3,9 litres de 620 ch et 760 N m de couple, provenant de la Ferrari Portofino, avec 20 ch supplémentaires, associé à la boîte de vitesses automatique à 8 rapports à double embrayage, issu de la Ferrari SF90 Stradale. Ce moteur a remporté le prix de « Meilleur moteur » dans la catégorie du « moteur international de l'année » (International Engine of the Year) en 2016, 2017, 2018 et 2019.

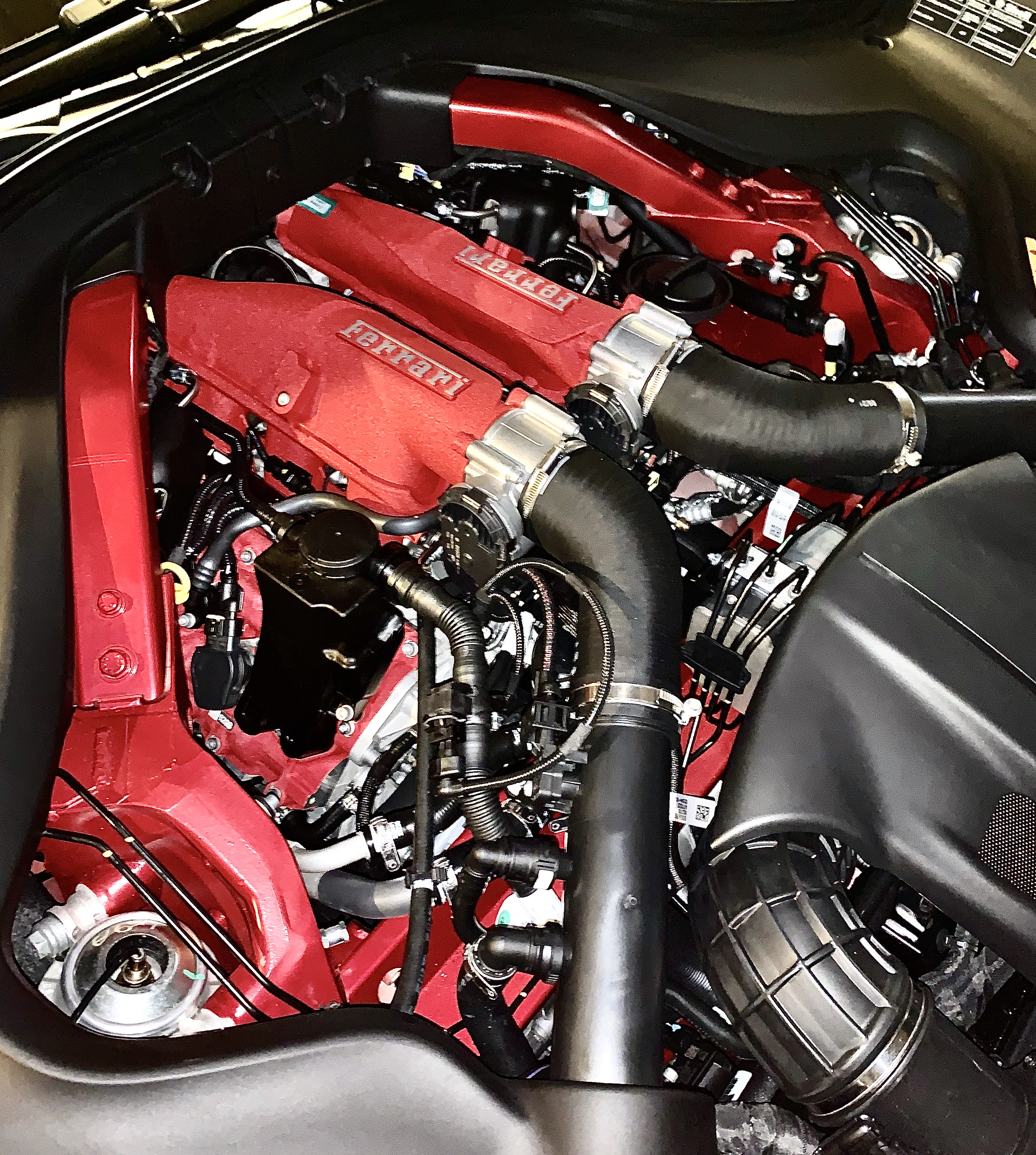
Moteur V8 F154 Ferrari-Maserati

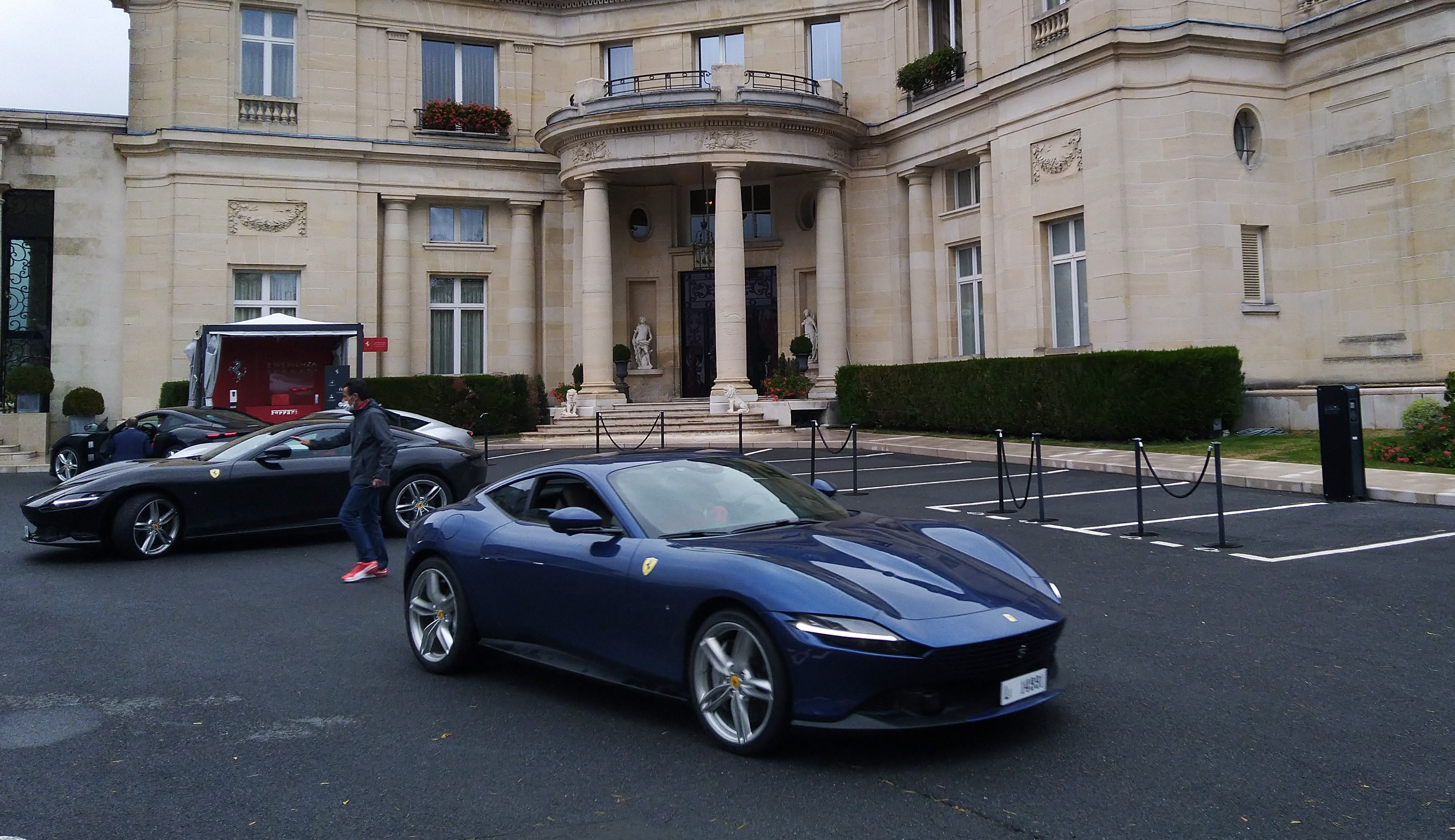
Ferrari Roma (2020)

| Logo de Ferrari               | Roma                                            |
| ----------------------------- | ----------------------------------------------- |
| Moteur                        | Moteur V8 F154 Ferrari-Maserati                 |
| Admission                     | Bi-turbo                                        |
| Cylindrée (cm3)               | 3 855                                           |
| Puissance maximale ch (kW)    | 620 (456)                                       |
| au régime de (tr/min)         | 5 750 à 7 500                                   |
| Couple maximal (N m)          | 760                                             |
| au régime de (tr/min)         | 3 000 à 5 750                                   |
| Boîte de vitesses             | Séquentielle à 8 rapports                       |
| Transmission                  | Aux roues arrière (propulsion)                  |
| Vitesse maximale (km/h)       | 320                                             |
| 0-100 km/h (s)                | 3,4                                             |
| Consommation mixte (L/100 km) | 11,2                                            |
| Émissions de CO2 (en g/km)    | 255                                             |
| Capacité du réservoir (L)     |                                                 |
| Masse à vide (kg)             | 1 570                                           |
| Dimensions des pneumatiques   | Avant : 245 / 35 ZR 20 Arrière : 285 / 35 ZR 20 |
| Norme environnementale        | Euro 6                                          |